# Gran Turismo 3: A-Spec
Gran Turismo 3: A-Spec – komputerowa gra wyścigowa wyprodukowana przez Polyphony Digital i wydana przez Sony Computer Entertainment.

## Rozgrywka
Gra jest trzecią z serii gier Gran Turismo, stworzona na silniku graficznym Emotion Engine. W grze znajdują się trasy z poprzednich części oraz całkowicie nowe trasy szutrowe. W grze zawarto ponad sto licencjonowanych samochodów, dostępny jest także ich tuning. W grze zawarto wspomaganie różnych elementów.

## Soundtrack
1. Ash – "Shark"
2. Daiki Kasho – "Glowl"
3. Daiki Kasho – Mirage
4. Daiki Kasho – Obscure
5. Daiki Kasho – Sky Scraper
6. Daiki Kasho – Strike Breaker
7. Death in Vegas – "Aisha"
8. Feeder – "7 Days In The Sun"
9. Feeder – "Buck Rogers"
10. Feeder – "Just a Day"
11. Grand Theft Audio – "Avarice"
12. Grand Theft Audio – "Dead Man Leaving"
13. Grand Theft Audio –  "Wake Up in Your Own Mind"
14. Muse – "Sober (Saint US Mix)"
15. Overseer – "Screw Up (Edited version for GT3)"
16. Overseer – "Stompbox (radio edit)"
17. Overseer – "Supermoves"